# 杜托伊山
33°45′18″S 19°11′12″E / 33.75500°S 19.18667°E

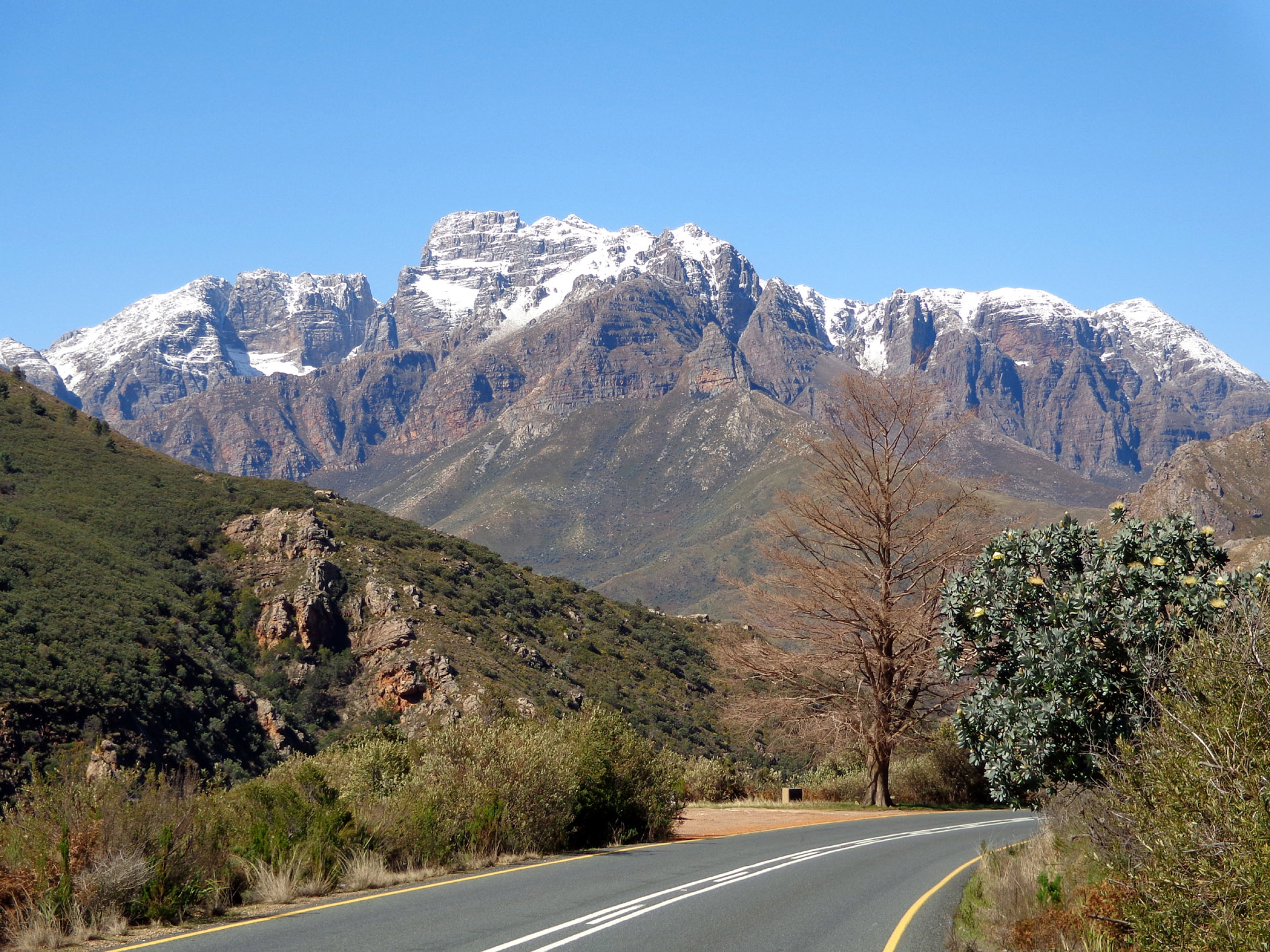

杜托伊山是南非的山脈，位於該國南部西開普省，處於首都比勒陀利亞西南面1,995公里，最高點海拔高度1,995米，受地中海氣候影響，每年平均降雨量804毫米。